# Сент Чарлс (Вирџинија)
Сент Чарлс (енгл. St. Charles) град је у америчкој савезној држави Вирџинија. По попису становништва из 2010. у њему је живело 128 становника.

## Демографија
Према попису становништва из 2010. у граду је живело 128 становника, што је 31 (19,5%) становника мање него 2000. године.
| Група             | 2000.       | 2010.        |
| Белци             | 158 (99,4%) | 128 (100,0%) |
| Афроамериканци    | 0 (0,0%)    | 0 (0,0%)     |
| Азијати           | 1 (0,6%)    | 0 (0,0%)     |
| Хиспаноамериканци | 0 (0,0%)    | 0 (0,0%)     |
| Укупно            | 159         | 128          |